# Abierto Mexicano de Tenis 2021
L'Abierto Mexicano de Tenis 2021, anche conosciuto come Abierto Mexicano Telcel presentado por HSBC per motivi di sponsorizzazione, è stato un torneo di tennis giocato sul cemento. È stata la 28ª edizione del torneo maschile, facente parte della categoria ATP Tour 500 nell'ambito dell'ATP Tour 2021. Si è giocato al Princess Mundo Imperial di Acapulco in Messico, dal 15 al 20 marzo 2021.

## Partecipanti singolare

### Teste di serie
| Nazionalità | Giocatore             | Ranking* | Testa di serie |
| ----------- | --------------------- | -------- | -------------- |
| Grecia      | Stefanos Tsitsipas    | 5        | 1              |
| Germania    | Alexander Zverev      | 7        | 2              |
| Argentina   | Diego Schwartzman     | 9        | 3              |
| Canada      | Milos Raonic          | 15       | 4              |
| Bulgaria    | Grigor Dimitrov       | 17       | 5              |
| Italia      | Fabio Fognini         | 18       | 6              |
| Canada      | Félix Auger-Aliassime | 19       | 7              |
| Cile        | Cristian Garín        | 22       | 8              |

* Ranking al 8 marzo 2021.

### Altri partecipanti
I seguenti giocatori hanno ricevuto una wild card per il tabellone principale:
- Carlos Alcaraz
- Sebastian Korda
- Gerardo López Villaseñor

Il seguente giocatore è entrato nel tabellone principale come ranking protetto:
- Kevin Anderson

Il seguente giocatore ha avuto accesso al tabellone principale come special exempt:
- Daniel Elahi Galán

I seguenti giocatori sono entrati nel tabellone principale passando dalle qualificazioni:

- Brandon Nakashima
- Stefan Kozlov
- Lorenzo Musetti
- Tallon Griekspoor

### Ritiri
Prima del torneo
- Guido Pella → sostituito da  Cameron Norrie
- Sam Querrey → sostituito da  Feliciano López
- Pablo Andújar → sostituito da  Steve Johnson
- Cristian Garín → sostituito da  Salvatore Caruso

## Partecipanti doppio

### Teste di serie
| Nazionalità | Giocatore             | Nazionalità | Giocatore        | Ranking* | Testa di serie |
| ----------- | --------------------- | ----------- | ---------------- | -------- | -------------- |
| Spagna      | Marcel Granollers     | Argentina   | Horacio Zeballos | 18       | 1              |
| Regno Unito | Jamie Murray          | Brasile     | Bruno Soares     | 25       | 2              |
| Francia     | Pierre-Hugues Herbert | Francia     | Nicolas Mahut    | 30       | 3              |
| Stati Uniti | Rajeev Ram            | Regno Unito | Joe Salisbury    | 32       | 4              |

* Ranking al 8 marzo 2021.

### Altri partecipanti
Le seguenti coppie di giocatori hanno ricevuto una wild card per il tabellone principale:
- Marcelo Demoliner /  Santiago González
- Alexander Zverev /  Miša Zverev

La seguente coppia di giocatori sono entrati nel tabellone principale passando dalle qualificazioni:
- Luke Saville /  John-Patrick Smith

## Campioni

### Singolare
Alexander Zverev ha sconfitto in finale  Stefanos Tsitsipas con il punteggio di 6-4, 7-6(3).
- È il quattordicesimo titolo in carriera per Zverev, il primo della stagione.

### Doppio
Ken Skupski /  Neal Skupski hanno sconfitto in finale  Marcel Granollers /  Horacio Zeballos con il punteggio di 7-6(3), 6-4.